# Îlet à Fajou
Îlet à Fajou är en ö i Guadeloupe (Frankrike). Den ligger i den centrala delen av Guadeloupe, 40 km norr om huvudstaden Basse-Terre. Arean är 1,3 kvadratkilometer.
Terrängen på Îlet à Fajou är mycket platt. Öns högsta punkt är 8 meter över havet. Den sträcker sig 1,4 kilometer i nord-sydlig riktning, och 2,0 kilometer i öst-västlig riktning.